# ريكي جريس
ريكي جريس (بالإنجليزية: Ricky Grace)‏ مواليد 20 أغسطس 1966، هو لاعب كرة سلة أسترالي سابق بدأ مسيرته الاحترافية في سنة 1988. يبلغ طوله 6 قدم 1 بوصة (1.9 م).

## فرق لعب لها
- أتلانتا هوكس

## روابط خارجية
- ريكي جريس على موقع الاتحاد الدولي لكرة السلة (الإنجليزية)
- ريكي جريس على موقع إن بي أي (الإنجليزية)
- ريكي جريس على موقع سبورتس رفرنس (الإنجليزية)
- ريكي جريس على موقع كرة السلة الأوروبية.كوم (الإنجليزية)
- ريكي جريس على موقع كلية كرة السلة في سبورتس رفرنس.كوم (الإنجليزية)
- ريكي جريس على موقع ريلجم (الإنجليزية)
- ريكي جريس على موقع بروبوليرز (الإنجليزية)
- ريكي جريس على موقع سبورتس رفرنس (الإنجليزية)
- ريكي جريس على موقع أوليمبيديا (الإنجليزية)
- ريكي جريس على موقع اللجنة الأولمبية الأسترالية (الإنجليزية)